# Ґао Лей
Ґао Лей (кит.: 高磊, нар. 3 січня 1992) — китайський стрибун на батуті, бронзовий призер Олімпійських ігор 2016 року.

## Виступи на Олімпіадах
| Олімпіада           | Дисципліна | Місце |
| ------------------- | ---------- | ----- |
| Ріо-де-Жанейро 2016 | особисті   | 3     |

## Зовнішні посилання
- Ґао Лей — олімпійська статистика на сайті Sports-Reference.com (англ.) (архівна версія)